# Antonio Martín Fernández (filólogo)
Antonio Martín Fernández (Madrid, 1970) es un filólogo y corrector español. Es licenciado en filología hispánica por la Universidad Complutense de Madrid.

## Trayectoria
Estudió filología hispánica en la Universidad Complutense de Madrid y alternó, desde entonces, trabajos en el mundo editorial, en la enseñanza de español y en el periodismo. Gracias a esta experiencia multidisciplinaria, en 1996 fundó Cálamo & Cran, empresa de servicios de edición, traducción, corrección y composición, y de formación de profesionales en estas áreas. Ha colaborado en distintas universidades españolas, europeas y americanas, con ponencias y conferencias acerca de la corrección y con la impartición de cursos de corrección profesional y estilo, redacción y herramientas informáticas aplicadas a la edición.
Es fundador de UniCo, la Unión de Correctores (España), que agrupa a profesionales de la corrección de pruebas y de estilo, a asesores lingüísticos y a quienes ejercen estas tareas dentro de su profesión; presidió la institución de 2005 a 2015. Ha colaborado en la fundación y promoción de la Red Vértice, que acoge a asociaciones de traductores, correctores e intérpretes.
En 2013, junto a Eduardo Basterrechea (Molino de Ideas) y al traductor y presentador Xosé Castro, fundó los encuentros Lenguando, para profesionales del lenguaje y la tecnología.
En 2015 fundó La lectora futura, una multiplataforma —página web, aplicación para móviles y revista— de novedades editoriales, noticias de actualidad y formación, y agenda de actividades relacionadas al mundo editorial.
Junto al también filólogo Alberto Gómez Font, al diseñador editorial Jorge de Buen Unna y a Xosé Castro, forma parte del colectivo Palabras Mayores, dedicado a la divulgación del lenguaje en sus ámbitos de la traducción, el periodismo, la redacción, la corrección y la composición.

## Obra
Como autor:
- Postales y otros relatos, libro de cuentos (Madrid: Facultad de Filología, Universidad Complutense, 1995)
- «El corrector frente a la diversidad y la norma», en Vasos Comunicantes, n.º 39 (Madrid: ACE Traductores, 2008)
- «EL 3CICTE: sí, un punto de inflexión», en Deleátur, n.º 1 (Madrid, 2015)
- La mano invisible: confesiones de un corrector iconoclasta, (Madrid: Consejo Superior de Investigaciones Científicas, 2019)

Como coautor:
- Dilo bien y dilo claro (Barcelona: Larousse, 2017)
- El libro rojo de Cálamo & Cran o prontuario de manuales de estilo (Madrid: Cálamo & Cran, 2013)
- Palabras Mayores, el libro: 199 recetas para expresarse bien (Barcelona: Vox, 2015)